# (15262) Abderhalden
(15262) Abderhalden (1990 TG4) – planetoida z pasa głównego asteroid okrążająca Słońce w ciągu 5,74 lat w średniej odległości 3,2 j.a. Odkryta 12 października 1990 roku.